# Castalius cosimon
Castalius cosimon är en fjärilsart som beskrevs av Hans Fruhstorfer 1922. Castalius cosimon ingår i släktet Castalius och familjen juvelvingar. Inga underarter finns listade i Catalogue of Life.